# Korppisaaret (ö i Södra Savolax)
Korppisaaret är en ö i Finland. Den ligger i sjön Ylä-Rieveli och i kommunen Mäntyharju i den ekonomiska regionen  S:t Michel och landskapet Södra Savolax, i den södra delen av landet, 150 km nordost om huvudstaden Helsingfors. Öns area är 2,3 hektar och dess största längd är 250 meter i nord-sydlig riktning.  Notera att namnet antyder att det är fråga om flera öar.